# Facciolella oxyrhyncha
La anguilita picuda (Facciolella oxyrhyncha) es una especie de pez anguiliforme de la familia Nettastomatidae.

## Descripción
Tiene el cuerpo muy alargado, sin escamas y de coloración plateada. Las mandíbulas son alargadas, la inferior menos que la superior, y con la punta prominente. Su longitud total máxima registrada es de 64,9 cm.

## Distribución y hábitat
Es un pez marino que se encuentra en el atlántico oriental, desde Portugal hasta Angola, así como en el mar Tirreno y el mar de Liguria.
Habita en profundidades de hasta 750 m.

## Comportamiento
Cría durante todo el año. Se alimenta principalmente de crustáceos decápodos.